# Bruno Rangel
Bruno Rangel (Rio de Janeiro, 16 april 1966) is een Braziliaanse darter die toernooien van de Professional Darts Corporation speelt.

## Carrière

### PDC
Rangel maakte zijn televisiedebuut tijdens de World Cup of Darts in 2018. Samen met Diogo Portela vormde hij het Braziliaanse koppel. Het koppel won in de eerste ronde met 5-1 van de Deense Per Laursen en Henrik Primdal. In de tweede ronde verloren ze met 0-2 van de Schotse Gary Anderson en Peter Wright. 

 In 2020 kwamen Rangel en Portela weer gezamenlijk uit voor Brazilie op de World Cup of Darts. In de eerste ronde versloegen de Nederlanders Michael van Gerwen en Danny Noppert hen met 5-1.

## Auto-ongeluk
Rangel speelde voor het eerst darts toen hij 16 jaar oud was. Echter richtte hij zich gedurende enige tijd op de autosport. Op 24-jarige leeftijd kreeg hij tijdens het trainen daarvoor een auto-ongeluk. Zijn rechterhand werd enkel nog vastgehouden aan de arm door een paar pezen en zenuwen. Een amputatie leek genoodzaakt, maar zijn oom, een orthopedisch chirurg, wist de hand te redden. Rangel moest stoppen met de autosport, waarna hij zich weer richtte op darts.

## Resultaten op Wereldkampioenschappen

### WDF

#### World Cup
- 1999: Laatste 64 (verloren van Raymond van Barneveld met 1-4)
- 2007: Voorronde (verloren van Tony Moree met 1-4)
- 2009: Laatste 64 (verloren van Jacques Langston met 1-4)
- 2019: Laatste 256 (verloren van Carl Gabriel met 1-4)